# .top
.top ist eine generische Top-Level-Domain (TLD). Sie wurde von der ICANN akkreditiert und offiziell durch das ICANN's New gTLD-Programm am 4. August 2014 delegiert.
Die TLD .top wird von der .top Registry, welche zur Jiangsu Bangning Group in Nanjing, Volksrepublik China, gehört, herausgegeben und verwaltet und kann ohne besondere Voraussetzungen seit dem 18. November 2014 registriert werden.
Stand September 2023 sind etwa 2,6 Mio. .top-Domains registriert, davon alleine über 1 Million durch Alibaba Cloud Computing.

## Entwicklung
- Am 20. Juni 2011 hat ICANN offiziell bekanntgegeben, dass die Anwendung für neue TLDs im Jahr 2012 eröffnet werden wird.
- Am 11. April 2012 wurde der Antrag zur neuen TLD .top online eingereicht, am 9. Juni 2012 erschien er auf der öffentlichen Liste der ICANN.
- Am 20. März 2013 bestand er seine erste Prüfung.
- Am 20. März 2014 unterzeichnete der Antragsteller der neuen TLD .top den entsprechenden Vertrag mit der ICANN.
- Am 5. August 2014 schloss die Domäne die Rootzone der ICANN für neue TLDs.
- Am 15. Oktober 2014 trat die neue TLD .top in die Sunrise Period.
- Am 18. November 2014 konnte die neue TLD .top erstmals allgemein registriert werden. Das Registrierungsvolumen erreichte bereits am ersten Tag etwa 10.000 registrierte .top-Domains.
- Am 5. März 2015 wurde die TLD .top von Sedo, der weltweit größten Handelsplattform für Domainnamen, aufgenommen.
- Am 24. April 2015 wurde die TLD .top in den Datensatz der chinesischen Regierungsbehörde MIIT (Ministry of Industry and Information Technology)[1][4] eingegliedert.

Die TLD .top ist eine von insgesamt nur vier genehmigten neuen TLDs, mit welchen Websites in China online gehen können.
Im September 2015 wurden innerhalb einer Woche etwa 250.000 neue .top-Domains registriert, was zu damaligem Zeitpunkt zu einem ungefähren Gesamtvolumen von 530.000 registrierten .top-Domains führte.
Im Dezember 2015 erreichte die TLD .top ein ungefähres Gesamtvolumen von 1.000.000 registrierten Domains, im Dezember 2016 ein ungefähres Gesamtvolumen von 4.500.000 registrierten Domains.
Eine .top-Domain kann aus Buchstaben, Ziffern, Bindestrichen und bestimmten Sonderzeichen bestehen und eine Länge von einem bis 63 Zeichen haben. Sie kann für einen Zeitraum von minimal einem Jahr bis maximal zehn Jahren registriert werden; eine zeitliche Verlängerung ist jederzeit möglich.
Auch die private (anonyme) Registrierung von .top-Domains ist möglich.
Im Januar 2016 erweiterte die .top-Registry ihr Angebot um die Möglichkeit, IDN-.top-Domains zu registrieren, womit nun auch die Zeichensätze arabisch, chinesisch (vereinfacht), chinesisch (traditionell), französisch, deutsch, japanisch, russisch und spanisch beinhaltet sind.
Stand September 2023 ist .top ist die am dritthäufigsten verwendete gTLD, mit einem Marktanteil von neun Prozent.

## Bedeutung
Das ursprünglich englische Wort „top“ bedeutet in nahezu jeder Sprache sinngemäß „erstklassig“, „spitzenmäßig“, „high-end“, „das Beste“, „das Höchste (im Rang)“ usw.